# Hormozgan
La provincia di Hormozgan (in persiano استان هرمزگان‎) è una delle trentuno province dell'Iran. Fanno parte della provincia 14 isole dislocate tra lo stretto di Hormuz e il golfo Persico: Abu Musa, Farur e Bani Farur, Hendurabi, Hengam, Hormuz, Kish, Larak, Lavan, Qeshm, Sirri, la Grande e la Piccola Tunb.

## Geografia antropica

### Suddivisioni amministrative

Shahrestāns de Hormozgan

La provincia è suddivisa in 13 shahrestān:
- Shahrestān di Abumusa
- Shahrestān di Bandar-e-Abbas
- Shahrestān di Bandar Lengeh
- Shahrestān di Bastak
- Shahrestān di Hajiabad
- Shahrestān di Jask
- Shahrestān di Khamir
- Shahrestān di Minab
- Shahrestān di Parsian
- Shahrestān di Qeshm
- Shahrestān di Rudan
- Shahrestān di Bashagard
- Shahrestān di Sirik